# Lysiaiak
A lysiaiak a Star Trek-univerzumban egy Alfa kvadráns-beli faj, mely a 2360-as években háborúban állt a Satarran fajjal. Habár képesek igen nagy űrállomásokat építeni, technikailag eléggé fejletlenek, például a fegyverrendszerük igen gyenge, csak lézerágyúik vannak.